# 熊井トンネル
熊井トンネル（くまいトンネル）は、高知県幡多郡黒潮町に建設されている、自動車専用道路の窪川佐賀道路にある山岳トンネル。
付近には同トンネルと、旧中村街道にある熊井隧道、鉄道トンネルの熊井トンネルの3箇所の同名トンネルがある。

## 概要

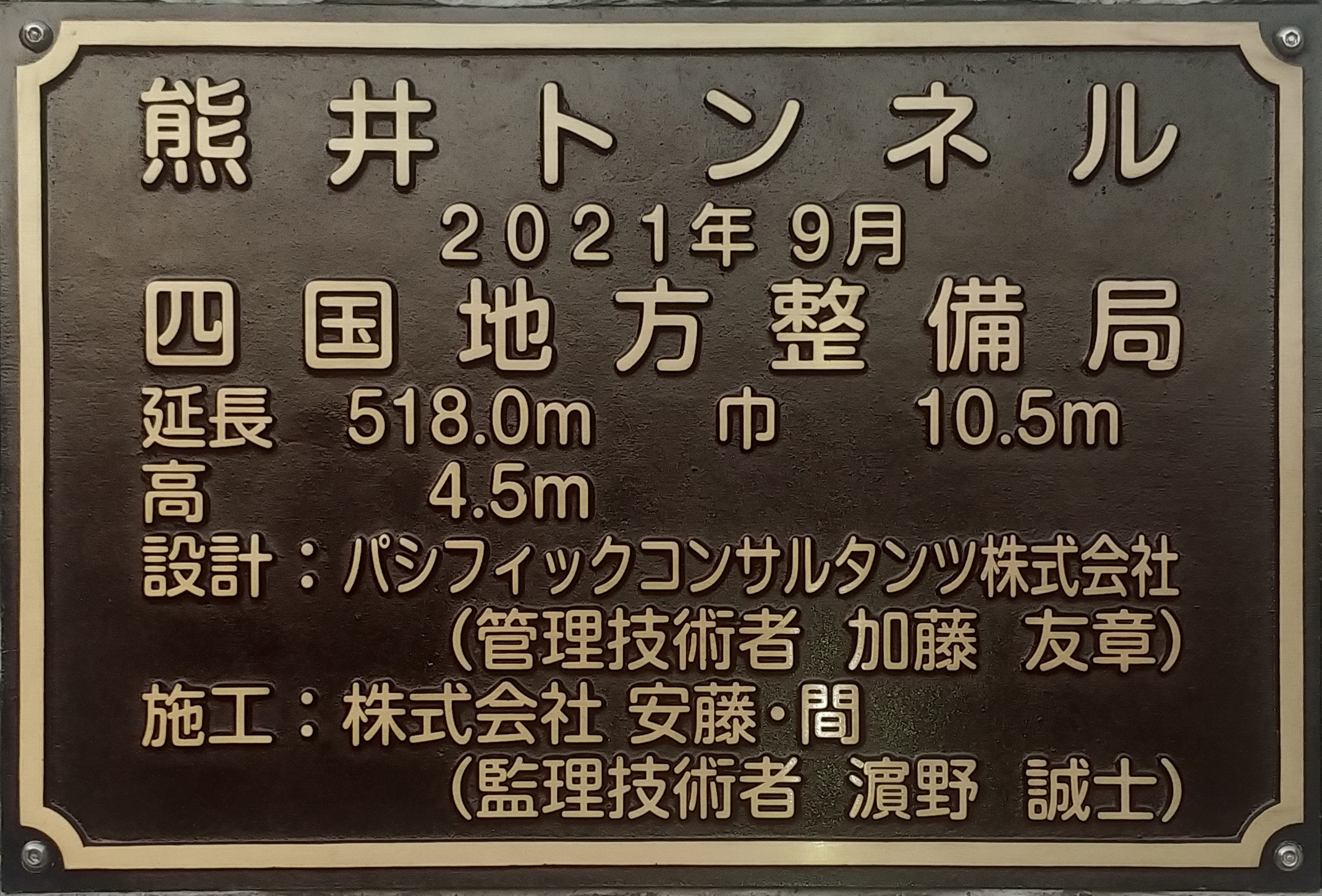
熊井トンネルの銘板

国道56号の自動車専用バイパス道路である窪川佐賀道路の佐賀工区として計画された区間にあるトンネルである。近くには黒潮佐賀インターチェンジも建設されている。明治時代に建設された熊井隧道へのアクセス道路と、熊井トンネル付近の工事区間が重なっているため、熊井隧道への中村方面からのアクセス道路は2021年6月現在通行止めとなっており、その通行止めとなっている場所から建設中の熊井トンネルを間近で見ることもできる。

## 工法
トンネルの掘削は発破掘削、施工は新オーストリアトンネル工法（NATM）で行われた。

## 沿革
- 2004年（平成16年）:窪川佐賀道路の整備計画が決定[3]
- 2020年（令和2年）6月:トンネル起工
- 2021年（令和3年）3月22日:トンネル貫通[4]

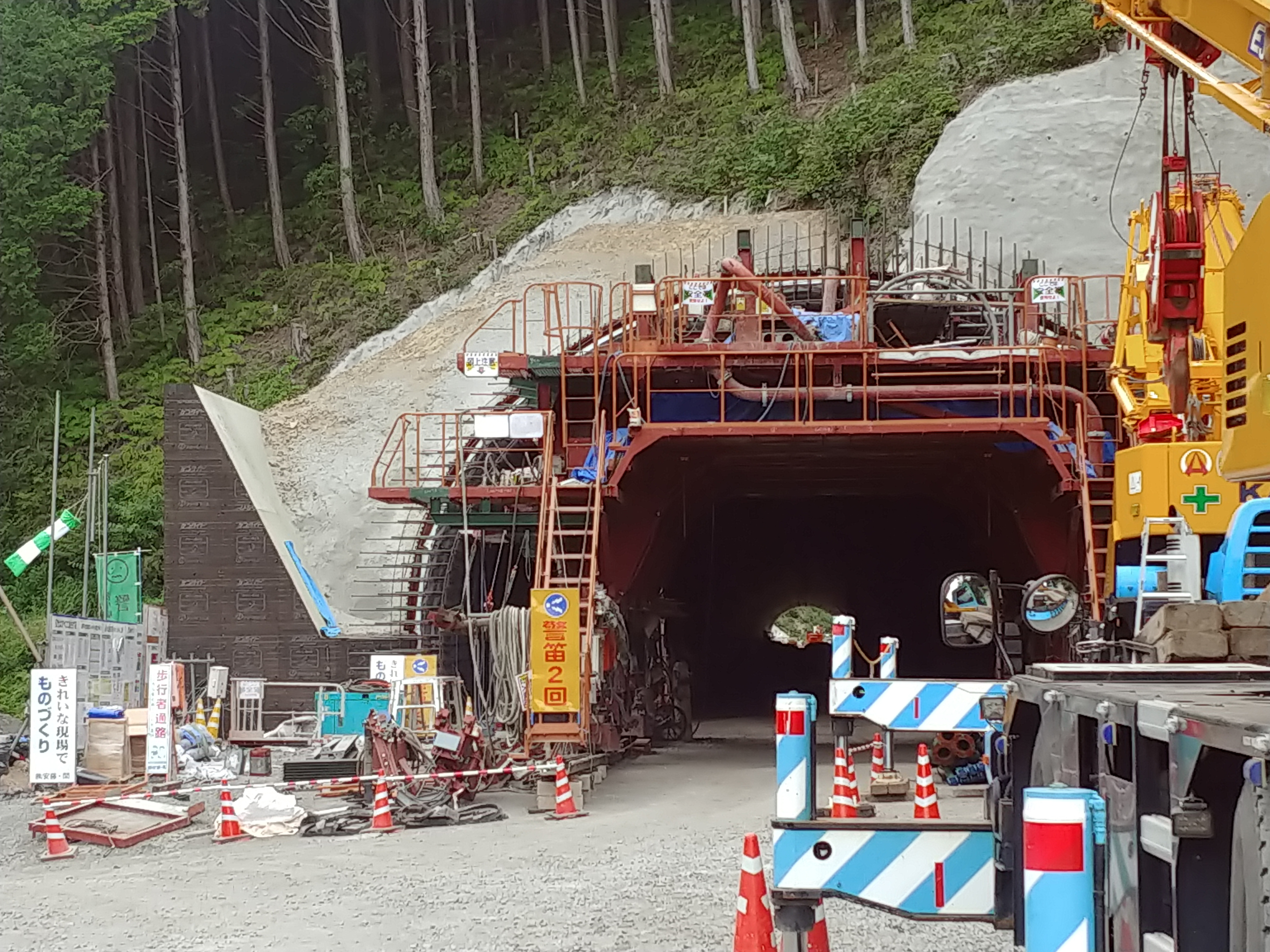
建設中の熊井トンネル（2021年7月10日撮影）

- 2021年（令和3年）9月：トンネル完成[5]